# Злой двойник
Атака «злой двойник» (англ. evil twin) — разновидность фишинга, применяемая в беспроводных компьютерных сетях. Атакующий создает копию беспроводной точки доступа, находящейся в радиусе приёма пользователя, тем самым подменяет оригинальную точку доступа двойником, к которому подключается пользователь, открывая злоумышленнику возможность доступа к конфиденциальной информации.

## Распространённость
В связи с небольшой, в сравнении с Европой, плотностью беспроводных сетей в России, данная атака не встречается так часто, как на территории Европы и Америки. Статистика по такому роду атак отсутствует ещё и потому, что обнаружить, а тем более запротоколировать факт хищения информации крайне сложно. Тем не менее, беспроводные сети приобретают всё большую и большую популярность, поэтому в скором времени угроза от такого рода атак может стать вполне реальной. В особенности атака «злой двойник» применима к открытым беспроводным сетям, потому что атакующему не нужно предварительно взламывать защищённую сеть с целью получения пароля.

## Оборудование
Реализовать атаку «злой двойник» может любой человек, имеющий достаточные знания и подходящее оборудование, например, ноутбук с сетевым адаптером Wi-Fi, поддерживающим режим точки доступа. При современном развитии технологий многие беспроводные адаптеры поддерживают данный режим.

## Описание атаки
- Первым этапом злоумышленник должен провести радиоразведку места, где он предполагает установить беспроводную точку-двойника. В результате данной разведки атакующий получит информацию о всех доступных Wi-Fi-сетях, их SSID и типе шифрования. Также он получит информацию об активных клиентах беспроводных сетей в виде MAC-адресов как клиентов, так и точек доступа (BSSID).
- Дальше атакующий может использовать полученные на этапе анализа SSID и BSSID выбранной для атаки точки доступа для создания своего клона этой точки[2]. «Злая» точка доступа может располагаться как физически ближе к атакуемому, так и находиться на достаточном расстоянии, в случае чего злоумышленник может использовать направленные антенны для усиления сигнала в зоне приёма жертвы.
- Когда точка-двойник установлена, и мощность приема/передачи двойника в зоне приёма клиента превышает мощность копируемой точки доступа, велика вероятность, что атакуемый подключится именно к клону, а не к оригинальной точке доступа.[4]
- После подключения клиента к точке доступа злоумышленника становится возможным не только сохранить весь сетевой трафик с целью дальнейшего анализа, но и подменить логин-страницы популярных сайтов, таких, как google.com и vk.com незаметно для пользователя. При этом атакуемый вводит свои персональные данные в такую форму, и они оказываются у злоумышленника. После этого атаку можно считать завершенной, и атакующий может просто выключить свою точку, тем самым скрыв факт своего присутствия.[5]

## Защита
- Внимательность. Зачастую возможно обнаружить подмену логин-страниц из-за недостаточно точного копирования оригинала атакующим. Следует обращать внимание на мелочи, такие, как анимации на странице, присутствие на странице всех картинок, соответствие версий страницы, например, для мобильных устройств или нет.
- Использовать виртуальную частную сеть при подключении к открытым беспроводным сетям. В этом случае сетевой трафик на пути от клиента до VPN-сервера зашифрован. Атакующий не сможет получить из канала связи информацию о действиях клиента и подменить оригинальные сайты фишинговыми двойниками.[6]
- Следить за сообщениями браузера о нарушении шифрования или несоответствующих сертификатах безопасности. При попытке подмены сайта, использующего шифрование канала связи на уровне протокола (протоколы SSL/TLS/HTTPS), браузер может выдать ошибку.